# YA-10伯勞鳥攻擊機
YA-10伯勞鳥攻擊機（英語：Shrike)(Model 59B）是A-8伯勞鳥攻擊機的測試/開發版本，使用各種星型引擎代替直列發動機。

## 發展
YA-10伯勞鳥是第一架配備普惠R-1690D黃蜂9缸風冷星型發動機的YA-8。改裝於1932年9月進行，結果發現飛機的性能並未因更換發動機而降低，並且由於短星形發動機的質量慣性矩較低，低空機動性能得到改善。在執行對地攻擊任務時，美國陸軍航空兵團更喜歡採用星形發動機而不是直列式發動機，因為後者的冷卻系統容易因為防空火力的攻擊而損壞。而美國海軍也更喜歡星形發動機。測試完成後，陸軍將46架A-8B的訂單更改為YA-10的量產版本，即A-12攻擊機。
測試完成後，YA-10被分配到第3攻擊大隊，然後在1934年被分配到美國陸軍指揮參謀學院。YA-10於 1939年初報廢。
XS2C-1是海軍第一架雙座戰機。由於它沒裝配在航母上，因此它仍然是一個原型機而已。

## 型號
YA-10Model 59B，美國陸軍航空兵團的原型機，共1架
XS2C-1Model 69，美國海軍的原型機，改採用1具625hp(466kW)萊特R-1510-28，於1932年12月送抵